# SWI-Prolog
SWI-Prolog è un'implementazione open source del linguaggio di programmazione Prolog, comunemente usato per applicazioni in ambito di intelligenza artificiale e web semantico.
Mediante questo toolkit è possibile utilizzare diverse cose, tra le quali usare le librerie per la programmazione logica vincolata, multithreading, GUI, interfacciamento a Java, ODBC ed altri, Server web, SGML, RDF. Possiede inoltre alcuni strumenti per lo sviluppo, come un IDE, un debugger ed una documentazione. È disponibile per le piattaforme Unix, Windows, e Macintosh.
SWI-Prolog è sotto un continuo sviluppo dal 1987 ed il suo autore principale è Jan Wielemaker.
Il nome SWI deriva da "Sociaal-Wetenschappelijke Informatica", il precedente nome del gruppo dell'Università di Amsterdam dove Wielemaker è impiegato. Tuttavia, il nome di questo gruppo è cambiato a favore di HCS ("Human-Computer Studies").